# Jezioro Dzicze
Jezioro Dzicze (niem. Dieek See) – niewielkie, płytkie jezioro rynnowe w Polsce, położone w województwie zachodniopomorskim, w powiecie szczecineckim, w gminie Szczecinek.
Akwen leży na Pojezierzu Drawskim. Otoczony jest przez zabudowania niewielkiej wsi Dziki.